# Martigny-les-Bains
Martigny-les-Bains és un municipi francès, situat al departament dels Vosges i a la regió del Gran Est. L'any 2007 tenia 847 habitants.

## Demografia

### Població
El 2007 la població de fet de Martigny-les-Bains era de 847 persones. Hi havia 377 famílies, de les quals 123 eren unipersonals (71 homes vivint sols i 52 dones vivint soles), 139 parelles sense fills, 95 parelles amb fills i 20 famílies monoparentals amb fills.
La població ha evolucionat segons el següent gràfic:
Habitants censats

### Habitatges
El 2007 hi havia 455 habitatges, 378 eren l'habitatge principal de la família, 33 eren segones residències i 44 estaven desocupats. 375 eren cases i 79 eren apartaments. Dels 378 habitatges principals, 275 estaven ocupats pels seus propietaris, 92 estaven llogats i ocupats pels llogaters i 10 estaven cedits a títol gratuït; 15 tenien dues cambres, 43 en tenien tres, 93 en tenien quatre i 227 en tenien cinc o més. 267 habitatges disposaven pel capbaix d'una plaça de pàrquing. A 188 habitatges hi havia un automòbil i a 138 n'hi havia dos o més.

### Piràmide de població
La piràmide de població per edats i sexe el 2009 era:
| Homes | Edats   | Dones |
| ----- | ------- | ----- |
| 0     | 95 o +  | 4     |
| 0     | 90 a 94 | 8     |
| 4     | 85 a 89 | 24    |
| 4     | 80 a 84 | 12    |
| 4     | 75 a 79 | 8     |
| 28    | 70 a 74 | 12    |
| 24    | 65 a 69 | 36    |
| 44    | 60 a 64 | 32    |
| 40    | 55 a 59 | 28    |
| 48    | 50 a 54 | 28    |
| 36    | 45 a 49 | 36    |
| 20    | 40 a 44 | 36    |
| 20    | 35 a 39 | 20    |
| 28    | 30 a 34 | 32    |
| 24    | 25 a 29 | 36    |
| 40    | 20 a 24 | 16    |
| 20    | 15 a 19 | 36    |
| 16    | 10 a 14 | 44    |
| 28    | 5 a 9   | 20    |
| 12    | 0 a 4   | 20    |

## Economia
El 2007 la població en edat de treballar era de 514 persones, 334 eren actives i 180 eren inactives. De les 334 persones actives 281 estaven ocupades (153 homes i 128 dones) i 54 estaven aturades (29 homes i 25 dones). De les 180 persones inactives 90 estaven jubilades, 25 estaven estudiant i 65 estaven classificades com a «altres inactius».

### Ingressos
El 2009 a Martigny-les-Bains hi havia 375 unitats fiscals que integraven 848,5 persones, la mediana anual d'ingressos fiscals per persona era de 16.267 €.

### Activitats econòmiques
Dels 31 establiments que hi havia el 2007, 1 era d'una empresa alimentària, 3 d'empreses de fabricació d'altres productes industrials, 4 d'empreses de construcció, 8 d'empreses de comerç i reparació d'automòbils, 1 d'una empresa de transport, 2 d'empreses d'hostatgeria i restauració, 1 d'una empresa d'informació i comunicació, 1 d'una empresa financera, 1 d'una empresa immobiliària, 4 d'empreses de serveis, 3 d'entitats de l'administració pública i 2 d'empreses classificades com a «altres activitats de serveis».
Dels 9 establiments de servei als particulars que hi havia el 2009, 1 era una oficina de correu, 1 taller de reparació d'automòbils i de material agrícola, 1 lampisteria, 2 electricistes, 1 empresa de construcció, 1 perruqueria, 1 veterinari i 1 restaurant.
Dels 2 establiments comercials que hi havia el 2009, 1 era una botiga de més de 120 m² i 1 una botiga de menys de 120 m².
L'any 2000 a Martigny-les-Bains hi havia 14 explotacions agrícoles que ocupaven un total de 560 hectàrees.

## Equipaments sanitaris i escolars
L'únic equipament sanitari que hi havia el 2009 era una farmàcia.
El 2009 hi havia 2 escoles elementals. Martigny-les-Bains disposava d'un col·legi d'educació secundària amb 122 alumnes.

## Poblacions més properes
El següent diagrama mostra les poblacions més properes.